# 泰勒 (阿拉巴马州)
泰勒（英文：Taylor），是美国阿拉巴马州下属的一座城市。面积约为7.36平方英里（约合19.06平方公里）。根据2010年美国人口普查，该市有人口2,375人，人口密度为322.65/平方英里（约合124.61/平方公里）。